# Rózia Robota

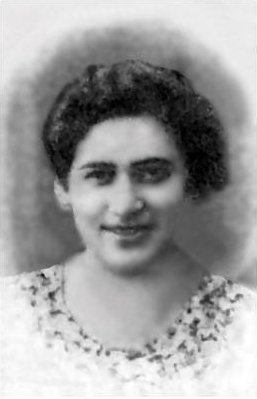
Rózia Robota, vor 1939

Rózia Robota oder Rosa Robota (1921 in Ciechanów, Polen – 6. Januar 1945 im KZ Auschwitz-Birkenau) wurde als eine der vier Frauen hingerichtet, die im Jahr 1944 durch den Schmuggel von Sprengstoff am jüdischen Widerstand im deutschen KZ Birkenau beteiligt waren.

## Biographie
Rózia Robota entstammte einer alteingesessenen Familie aus Ciechanów und hatte einen Bruder und eine Schwester. Im sechsten Schuljahr gründete sie eine Jugendgruppe, mit der sie sich nach Abschluss der Volksschule der zionistischen Jugendbewegung Hashomer Hatzair anschloss. Als ihre Heimatstadt während des Überfalls auf Polen von den Deutschen eingenommen wurde, wurde das Viertel, in dem sie lebte, zerstört. Ihre Familie wurde zum Umzug ins neu geschaffene Ghetto gezwungen, wo sie von Verwandten aufgenommen wurde. Rózia Robota und ihre Schwester mussten Zwangsarbeit in einem von Deutschen besetzten Wohnhaus verrichten. Später schloss sie sich der Untergrundbewegung im Ghetto an.
Im November 1942 wurde das Ghetto liquidiert und die meisten Bewohner, so auch Rózia Robota und ein Großteil ihrer Familie, nach Auschwitz deportiert. Ihre Angehörigen überstanden die Selektion nicht. Rózia Robota wurde in das Frauenlager nach Birkenau überstellt und zur Arbeit in der Effektenkammer, auch „Kanada“ genannt, eingesetzt, wo sie in der Bekleidungskammer die Habe der deportierten Jüdinnen und Juden sortieren musste. Dort lernte sie Ala Gertner kennen und freundete sich mit ihr an.
Robota war maßgeblich an den Vorbereitungen eines Aufstands des Sonderkommandos beteiligt. Aufgrund ihrer persönlichen Bekanntschaft mit Ala Gertner, die inzwischen in der Zünderfabrik der Weichsel Union Metallwerke zur Arbeit eingesetzt war, konnte ein Kontakt zu Jüdinnen hergestellt werden, die im sogenannten Pulverraum des Werks arbeiteten, darunter Regina Safirsztajn und Ester Wajcblum. Mit Hilfe von etwa 20 jüdischen Gefangenen gelang es über mehrere Monate, Schwarzpulver in kleinen Mengen aus der Fabrik zu entwenden und nach Birkenau zu schmuggeln. Dort nahm es Rózia Robota entgegen und übergab es verschiedenen Kurieren, die den Sprengstoff in den Bereich der Krematorien schmuggelten, wo ihn Häftlinge des Sonderkommandos zum Bau von Granaten verwendeten.  Bei der Revolte der Häftlinge des „Sonderkommandos“ am 7. Oktober 1944 kamen die Granaten lediglich im Krematorium II zum Einsatz. Der Aufstand wurde von der SS niedergeschlagen.
Drei Tage nach dem Aufstand, am 10. Oktober 1944, wurden Ala Gertner, Regina Safirsztajn und Ester Wajcblum durch Angehörige der Politischen Abteilung festgenommen. Man sperrte sie in Block 11, wo sie mehrere Tage gefangen gehalten wurden und massiver Folter ausgesetzt waren. Nachdem sie in ihre Blocks zurückkehrten, dauerten die Ermittlungen der SS an, die Spitzel dazu eingesetzt hatte. Mehrere Wochen später wurden die Frauen erneut in den Block 11 gebracht, nun ebenfalls Rózia Robota. Da diese über die Tätigkeit des jüdischen Widerstands im Lager gut informiert war, fürchtete man nun weitere Festnahmen. Robota jedoch behielt alle Informationen für sich. Noah Zabludowicz, der sie noch aus Ciechanów kannte, besuchte sie mit Hilfe des im Block 11 eingesetzten Kapos Jakob Kozelczyk in ihrer Zelle. Sie äußerte ihm gegenüber den Wunsch, die Untergrundbewegung möge weiterkämpfen („Es ist einfacher zu sterben, wenn man weiß, dass die anderen weitermachen.“). Sie übergab ihm eine an die jüdische Untergrundbewegung gerichtete Abschiedsnotiz, in der sie versicherte, lediglich den Namen eines bereits Verstorbenen preisgegeben zu haben, und die mit der biblischen Aufforderung Hazak ve-amatz („Sei stark und mutig“; חזק ואמץ) endete.
Robota, Gertner, Safirsztajn und Wajcblum wurden am 5. oder 6. Januar 1945, zwei Wochen vor der Auflösung des Lagers, gehängt. Die Exekution fand in der sogenannten Schutzhaftlagererweiterung vor den Augen aller Häftlinge statt. Die Urteilsbegründung verlas Franz Hößler.

## Gedenken
Am 7. Oktober 1994 wurde bei einer Gedenkveranstaltung zum 50. Jahrestag des Sonderkommando-Aufstands im Staatlichen Museum Auschwitz-Birkenau eine Gedenktafel zu Ehren von Rózia Robota, Ala Gertner, Esther Wajcblum und Regina Safirsztajn im Stammlager Auschwitz enthüllt.
Zur Erinnerung an Robota erfolgte die Benennung der Rosa-Robota-Tore in Montefiore Randwick (Sydney).
Im Jahr 2014 zeigte der Choreograf Jonah Bokaer eine multimediale Ausstellung unter dem Titel October 7, 1944 im Center for Yewish History in Manhattan.